# Teteriwka (obwód czerkaski)
Teteriwka (ukr. Тетерівка) – wieś na Ukrainie, w obwodzie czerkaskim, w rejonie humańskim, w hromadzie Żaszków. W 2001 liczyła 1338 mieszkańców.